# Vitalie Grușac
Vitalie Grușac (* 11. September 1977 in Grimăncăuţi, Rajon Briceni, Moldauische SSR) ist ein ehemaliger moldauischer Boxer. Grusac war Bronzemedaillengewinner der Olympischen Spiele 2000, außerdem war er Teilnehmer der Olympischen Spiele 2004 und 2008.

## Karriere
Vitalie Grușac begann 1986 mit dem Boxsport und wurde von Petru Kaduk trainiert. Er bestritt 370 Kämpfe, von denen er 335 gewinnen konnte.
Er wurde 1995 und 1996 Moldauischer Meister im Halbweltergewicht, sowie 1997, 1998, 1999, 2001, 2002, 2003, 2004, 2005, 2006 und 2007 Moldauischer Meister im Weltergewicht. Bereits in seiner Jugend war er Teilnehmer der Junioren-Weltmeisterschaften 1994 in Südkorea und der Junioren-Europameisterschaften 1995 in Ungarn.
Sein größter Erfolg war der Gewinn einer Bronzemedaille im Weltergewicht bei den Olympischen Spielen 2000 in Sydney. Nach Siegen gegen Aegawj Tsegasellase, Sherzod Husanov und Bülent Ulusoy, war er im Halbfinale gegen Serhij Dozenko auf einem dritten Platz ausgeschieden. Bei den Olympischen Spielen 2004 in Athen unterlag er gegen Kim Jung-joo und bei den Olympischen Spielen 2008 in Peking gegen Baqyt Särsekbajew.
Darüber hinaus war er Viertelfinalist der Weltmeisterschaften 2001 in Belfast und der Weltmeisterschaften 2007 in Chicago, sowie Achtelfinalist der Weltmeisterschaften 1997 in Budapest und der Weltmeisterschaften 2005 in Mianyang.
Zudem nahm er auch an den Europameisterschaften 1996 in Vejle, 1998 in Minsk, 2002 in Perm, 2004 in Pula und 2006 in Plowdiw teil.